# Phoceana tubulifera
Phoceana tubulifera är en mossdjursart som först beskrevs av Heller 1867.  Phoceana tubulifera ingår i släktet Phoceana och familjen Phoceanidae. Inga underarter finns listade i Catalogue of Life.